# Nazareth (Band)/Diskografie
Diese Diskografie ist eine Übersicht über die musikalischen Werke der schottischen Hard-Rock-Band Nazareth. Den Schallplattenauszeichnungen zufolge hat sie bisher mehr als 3,1 Millionen Tonträger verkauft, davon in ihrer Heimat über 60.000. Ihre erfolgreichste Veröffentlichung ist das fünfte Studioalbum Hair of the Dog mit über einer Million verkauften Einheiten.

## Alben

### Studioalben
| Jahr | Titel                          | Höchstplatzierung, Gesamtwochen, AuszeichnungChartplatzierungen (Jahr, Titel, Platzierungen, Wochen, Auszeichnungen, Anmerkungen) | Höchstplatzierung, Gesamtwochen, AuszeichnungChartplatzierungen (Jahr, Titel, Platzierungen, Wochen, Auszeichnungen, Anmerkungen) | Höchstplatzierung, Gesamtwochen, AuszeichnungChartplatzierungen (Jahr, Titel, Platzierungen, Wochen, Auszeichnungen, Anmerkungen) | Höchstplatzierung, Gesamtwochen, AuszeichnungChartplatzierungen (Jahr, Titel, Platzierungen, Wochen, Auszeichnungen, Anmerkungen) | Höchstplatzierung, Gesamtwochen, AuszeichnungChartplatzierungen (Jahr, Titel, Platzierungen, Wochen, Auszeichnungen, Anmerkungen) | Anmerkungen                                                 |
| Jahr | Titel                          | DE | AT | CH | UK | US | Anmerkungen                                                 |
| ---- | ------------------------------ | --- | --- | --- | --- | --- | ----------------------------------------------------------- |
| 1971 | Nazareth                       | — | — | — | — | — | Erstveröffentlichung: 4. November 1971                      |
| 1972 | Exercises                      | — | — | — | — | — | Erstveröffentlichung: 1. Juli 1972                          |
| 1973 | Razamanaz                      | DE48 (4 Wo.)DE | — | — | UK11 (25 Wo.)UK | US157 (13 Wo.)US | Erstveröffentlichung: 14. Mai 1973 Verkäufe: + 100.000      |
| 1973 | Loud ’n’ Proud                 | DE8 (28 Wo.)DE | AT1 (28 Wo.)AT | — | UK10 (7 Wo.)UK | US150 (8 Wo.)US | Erstveröffentlichung: 12. November 1973 Verkäufe: + 100.000 |
| 1974 | Rampant                        | DE11 (24 Wo.)DE | AT1 (28 Wo.)AT | — | UK13 (3 Wo.)UK | US157 (9 Wo.)US | Erstveröffentlichung: 1. Juni 1974 Verkäufe: + 50.000       |
| 1975 | Hair of the Dog                | DE27 (20 Wo.)DE | AT7 (8 Wo.)AT | — | — | US17 Platin · (40 Wo.)US | Erstveröffentlichung: 1. April 1975 Verkäufe: + 1.050.000   |
| 1976 | Close Enough for Rock ‘n’ Roll | DE42 (4 Wo.)DE | — | — | — | US24 (14 Wo.)US | Erstveröffentlichung: 25. März 1976                         |
| 1976 | Play ‘n’ the Game              | — | — | — | — | US75 (9 Wo.)US | Erstveröffentlichung: 13. November 1976 Verkäufe: + 50.000  |
| 1977 | Expect No Mercy                | — | — | — | — | US82 (16 Wo.)US | Erstveröffentlichung: 19. November 1977 Verkäufe: + 50.000  |
| 1979 | No Mean City                   | — | — | — | UK34 (9 Wo.)UK | US88 (14 Wo.)US | Erstveröffentlichung: 13. Januar 1979 Verkäufe: + 50.000    |
| 1980 | Malice in Wonderland           | DE43 (11 Wo.)DE | — | — | — | US41 (19 Wo.)US | Erstveröffentlichung: 17. März 1980 Verkäufe: + 50.000      |
| 1981 | The Fool Circle                | — | — | — | UK60 (3 Wo.)UK | US70 (13 Wo.)US | Erstveröffentlichung: 16. Februar 1981                      |
| 1982 | 2XS                            | DE42 (11 Wo.)DE | — | — | — | US122 (10 Wo.)US | Erstveröffentlichung: 12. Juli 1982                         |
| 1983 | Sound Elixir                   | DE52 (6 Wo.)DE | — | — | — | — | Erstveröffentlichung: 27. Juni 1983                         |
| 1984 | The Catch                      | DE60 (2 Wo.)DE | — | — | — | — | Erstveröffentlichung: 22. Oktober 1984                      |
| 1986 | Cinema                         | — | — | — | — | — | Erstveröffentlichung: 22. Februar 1986                      |
| 1989 | Snakes ’n’ Ladders             | — | — | CH26 (1 Wo.)CH | — | — | Erstveröffentlichung: 18. Juni 1989                         |
| 1991 | No Jive                        | — | AT31 (2 Wo.)AT | CH36 (2 Wo.)CH | — | — | Erstveröffentlichung: 1. November 1991                      |
| 1994 | Move Me                        | — | — | CH36 (2 Wo.)CH | — | — | Erstveröffentlichung: 16. Oktober 1994                      |
| 1998 | Boogaloo                       | — | — | — | — | — | Erstveröffentlichung: 25. August 1998                       |
| 2008 | The Newz                       | — | AT75 (1 Wo.)AT | CH68 (3 Wo.)CH | — | — | Erstveröffentlichung: 31. März 2008                         |
| 2011 | Big Dogz                       | DE73 (1 Wo.)DE | AT55 (1 Wo.)AT | CH70 (1 Wo.)CH | — | — | Erstveröffentlichung: 15. April 2011 Verkäufe: + 20.000     |
| 2014 | Rock ’n’ Roll Telephone        | DE39 (1 Wo.)DE | AT35 (1 Wo.)AT | CH31 (3 Wo.)CH | — | — | Erstveröffentlichung: 3. Juni 2014                          |
| 2018 | Tattooed on My Brain           | DE80 (1 Wo.)DE | AT39 (1 Wo.)AT | CH28 (2 Wo.)CH | — | — | Erstveröffentlichung: 12. Oktober 2018                      |
| 2022 | Surviving the Law              | — | AT68 (1 Wo.)AT | CH10 (1 Wo.)CH | — | — | Erstveröffentlichung: 15. April 2022                        |

grau schraffiert: keine Chartdaten aus diesem Jahr verfügbar

### Livealben
| Jahr | Titel | Höchstplatzierung, Gesamtwochen, AuszeichnungChartplatzierungen (Jahr, Titel, Platzierungen, Wochen, Auszeichnungen, Anmerkungen) | Höchstplatzierung, Gesamtwochen, AuszeichnungChartplatzierungen (Jahr, Titel, Platzierungen, Wochen, Auszeichnungen, Anmerkungen) | Höchstplatzierung, Gesamtwochen, AuszeichnungChartplatzierungen (Jahr, Titel, Platzierungen, Wochen, Auszeichnungen, Anmerkungen) | Höchstplatzierung, Gesamtwochen, AuszeichnungChartplatzierungen (Jahr, Titel, Platzierungen, Wochen, Auszeichnungen, Anmerkungen) | Höchstplatzierung, Gesamtwochen, AuszeichnungChartplatzierungen (Jahr, Titel, Platzierungen, Wochen, Auszeichnungen, Anmerkungen) | Anmerkungen                              |
| Jahr | Titel | DE | AT | CH | UK | US | Anmerkungen                              |
| ---- | ----- | --- | --- | --- | --- | --- | ---------------------------------------- |
| 1981 | Snaz  | — | — | — | UK78 (3 Wo.)UK | US83 (9 Wo.)US | Erstveröffentlichung: 21. September 1981 |

grau schraffiert: keine Chartdaten aus diesem Jahr verfügbar
Weitere Livealben
- 1991: BBC Radio 1 live in Concert
- 1995: Live from London
- 1998: Live at the Beeb
- 2002: Homecoming
- 2003: Alive and Kicking
- 2004: The River Sessions live 1981
- 2007: Live in Brazil

### Kompilationen
| Jahr | Titel                   | Höchstplatzierung, Gesamtwochen, AuszeichnungChartplatzierungen (Jahr, Titel, Platzierungen, Wochen, Auszeichnungen, Anmerkungen) | Höchstplatzierung, Gesamtwochen, AuszeichnungChartplatzierungen (Jahr, Titel, Platzierungen, Wochen, Auszeichnungen, Anmerkungen) | Höchstplatzierung, Gesamtwochen, AuszeichnungChartplatzierungen (Jahr, Titel, Platzierungen, Wochen, Auszeichnungen, Anmerkungen) | Höchstplatzierung, Gesamtwochen, AuszeichnungChartplatzierungen (Jahr, Titel, Platzierungen, Wochen, Auszeichnungen, Anmerkungen) | Höchstplatzierung, Gesamtwochen, AuszeichnungChartplatzierungen (Jahr, Titel, Platzierungen, Wochen, Auszeichnungen, Anmerkungen) | Anmerkungen                                                |
| Jahr | Titel                   | DE | AT | CH | UK | US | Anmerkungen                                                |
| ---- | ----------------------- | --- | --- | --- | --- | --- | ---------------------------------------------------------- |
| 1975 | Greatest Hits           | DE37 Gold · (4 Wo.)DE | — | CH— GoldCH | UK54 Silber · (1 Wo.)UK | — | Erstveröffentlichung: 1. Dezember 1975 Verkäufe: + 475.000 |
| 2018 | Loud & Proud! Anthology | DE39 (2 Wo.)DE | — | — | — | — | Erstveröffentlichung: 28. September 2018                   |

grau schraffiert: keine Chartdaten aus diesem Jahr verfügbar
Weitere Kompilationen
| - 1973: Reflections – Rock Angels - 1981: Nazareth - 1982: V.I.P. - 1984: The Very Very Best of Nazareth - 1985: 20 Greatest - 1985: The Ballad Album (CH: Gold, Verkäufe: + 25.000) - 1987: Classics Vol. 16 - 1990: The Ballad Album Vol. II - 1990: The Singles Collection - 1991: The Early Years - 1991: Anthology - 1991: The Very Best of Nazareth - 1992: The Story of Nazareth - 1993: From the Vaults - 1993: Rock Ballads - 1994: The Very Best of Nazareth - 1994: Best of Live - 1994: The Gold Collection | - 1998: Greatest Hits Volume 2 - 2001: The Very Best of Nazareth - 2001: Back to the Trenches Live - 2002: The Ballads - 2002: Extended Versions: The Encore Collection - 2002: The Collection - 2002: Nazology - 2003: Maximum XS – The Essential Nazareth - 2003: Gold - 2004: Golden Hits Nazareth - 2005: Singles As & Bs - 2005: Golden Hits - 2009: The Anthology - 2011: The Naz Box - 2012: The Singles - 2013: Hard’N’Heavy - 2017: The Best of |

### EPs
| Jahr | Titel      | Höchstplatzierung, Gesamtwochen, AuszeichnungChartplatzierungen (Jahr, Titel, Platzierungen, Wochen, Auszeichnungen, Anmerkungen) | Höchstplatzierung, Gesamtwochen, AuszeichnungChartplatzierungen (Jahr, Titel, Platzierungen, Wochen, Auszeichnungen, Anmerkungen) | Höchstplatzierung, Gesamtwochen, AuszeichnungChartplatzierungen (Jahr, Titel, Platzierungen, Wochen, Auszeichnungen, Anmerkungen) | Höchstplatzierung, Gesamtwochen, AuszeichnungChartplatzierungen (Jahr, Titel, Platzierungen, Wochen, Auszeichnungen, Anmerkungen) | Höchstplatzierung, Gesamtwochen, AuszeichnungChartplatzierungen (Jahr, Titel, Platzierungen, Wochen, Auszeichnungen, Anmerkungen) | Anmerkungen                              |
| Jahr | Titel      | DE | AT | CH | UK | US | Anmerkungen                              |
| ---- | ---------- | --- | --- | --- | --- | --- | ---------------------------------------- |
| 1977 | Hot Tracks | — | — | — | UK15 (10 Wo.)UK | US120 (6 Wo.)US | Erstveröffentlichung: 20. September 1977 |

grau schraffiert: keine Chartdaten aus diesem Jahr verfügbar
Weitere EPs
- 1980: Nazareth live EP

## Singles
| Jahr | Titel Album                         | Höchstplatzierung, Gesamtwochen, AuszeichnungChartplatzierungen (Jahr, Titel, Album, Platzierungen, Wochen, Auszeichnungen, Anmerkungen) | Höchstplatzierung, Gesamtwochen, AuszeichnungChartplatzierungen (Jahr, Titel, Album, Platzierungen, Wochen, Auszeichnungen, Anmerkungen) | Höchstplatzierung, Gesamtwochen, AuszeichnungChartplatzierungen (Jahr, Titel, Album, Platzierungen, Wochen, Auszeichnungen, Anmerkungen) | Höchstplatzierung, Gesamtwochen, AuszeichnungChartplatzierungen (Jahr, Titel, Album, Platzierungen, Wochen, Auszeichnungen, Anmerkungen) | Höchstplatzierung, Gesamtwochen, AuszeichnungChartplatzierungen (Jahr, Titel, Album, Platzierungen, Wochen, Auszeichnungen, Anmerkungen) | Anmerkungen                                                                                            |
| Jahr | Titel Album                         | DE | AT | CH | UK | US | Anmerkungen                                                                                            |
| ---- | ----------------------------------- | --- | --- | --- | --- | --- | --- |
| 1973 | Broken Down Angel Razamanaz         | — | — | — | UK9 (11 Wo.)UK | — | Erstveröffentlichung: 23. April 1973                                                                   |
| 1973 | Bad, Bad Boy Razamanaz              | — | — | — | UK10 (9 Wo.)UK | — | Erstveröffentlichung: 9. Juli 1973                                                                     |
| 1973 | This Flight Tonight Loud ’n’ Proud  | DE1 (28 Wo.)DE | AT2 (24 Wo.)AT | CH5 (12 Wo.)CH | UK11 (13 Wo.)UK | — | Erstveröffentlichung: 1. Oktober 1973 Original: Joni Mitchell                                          |
| 1974 | Shanghai’d in Shanghai Rampant      | DE14 (13 Wo.)DE | AT7 (12 Wo.)AT | CH4 (11 Wo.)CH | UK41 (4 Wo.)UK | — | Erstveröffentlichung: 11. März 1974                                                                    |
| 1974 | Love Hurts Hair of the Dog          | DE30 (14 Wo.)DE | AT11 (8 Wo.)AT | — | UK41 (1 Wo.)UK | US8 Gold · (23 Wo.)US | Erstveröffentlichung: 30. Dezember 1974 Verkäufe: + 1.000.000; Original: The Everly Brothers           |
| 1975 | Hair of the Dog                     | DE44 (1 Wo.)DE | — | — | — | — | Erstveröffentlichung: 1. Januar 1975                                                                   |
| 1975 | My White Bicycle Greatest Hits      | DE36 (3 Wo.)DE | AT10 (8 Wo.)AT | — | UK14 (8 Wo.)UK | — | Erstveröffentlichung: 2. Juni 1975                                                                     |
| 1975 | Holy Roller Greatest Hits           | DE37 (1 Wo.)DE | — | — | UK36 (4 Wo.)UK | — | Erstveröffentlichung: 3. November 1975                                                                 |
| 1978 | Gone Dead Train Expect No Mercy     | — | — | — | UK49 (2 Wo.)UK | — | Erstveröffentlichung: 6. Februar 1978                                                                  |
| 1978 | Place in Your Heart Expect No Mercy | — | — | — | UK70 (2 Wo.)UK | — | Erstveröffentlichung: 1. Mai 1978                                                                      |
| 1979 | May the Sun Shine No Mean City      | — | — | — | UK22 (8 Wo.)UK | — | Erstveröffentlichung: 15. Januar 1979                                                                  |
| 1979 | Star No Mean City                   | — | — | — | UK54 (3 Wo.)UK | — | Erstveröffentlichung: 16. Juli 1979                                                                    |
| 1980 | Holiday Malice in Wonderland        | — | — | — | — | US87 (3 Wo.)US | Erstveröffentlichung: 1980                                                                             |
| 1982 | Dream On 2XS                        | DE15 (23 Wo.)DE | AT4 (12 Wo.)AT | CH2 (11 Wo.)CH | — | — | Erstveröffentlichung: 13. Dezember 1982                                                                |
| 1994 | Love Hurts Move Me                  | DE89 (3 Wo.)DE | — | — | — | — | Erstveröffentlichung: 5. Dezember 1994 mit den Münchner Philharmonikern; Original: The Everly Brothers |

Weitere Singles
- 1972: Dear John
- 1972: Morning Dew
- 1972: If You See My Baby
- 1976: Carry Out Feelings
- 1976: You’re the Violin
- 1976: Loretta
- 1976: I Don’t Want to Go On Without You
- 1976: I Want to (Do Everything for You)
- 1977: Somebody to Roll
- 1979: Whatever You Want Babe
- 1980: Every Young Man’s Dream
- 1981: Moonlight Eyes
- 1981: Dressed to Kill
- 1981: Morning Dew ’81
- 1982: Love Leads to Madness
- 1982: Games
- 1983: Where Are You Now
- 1984: Party Down
- 1984: Ruby Tuesday
- 1986: Cinema
- 1989: Winner on the Night
- 1989: Piece of My Heart
- 1992: Every Time It Rains
- 1992: Tell Me That You Love Me
- 1994: Move Me

## Videoalben
- 1981: Live in Texas
- 1985: Razamanaz – Live from London
- 2002: Homecoming – Greatest Hits live in Glasgow
- 2005: From the Beginning
- 2005: Live from Classic T Stage
- 2005: Naza’ Live Scottish TV 1980
- 2007: Live in Brazil
- 2015: No Means of Escape

## Boxsets
| Jahr | Titel                   | Höchstplatzierung, Gesamtwochen, AuszeichnungChartplatzierungen (Jahr, Titel, Platzierungen, Wochen, Auszeichnungen, Anmerkungen) | Höchstplatzierung, Gesamtwochen, AuszeichnungChartplatzierungen (Jahr, Titel, Platzierungen, Wochen, Auszeichnungen, Anmerkungen) | Höchstplatzierung, Gesamtwochen, AuszeichnungChartplatzierungen (Jahr, Titel, Platzierungen, Wochen, Auszeichnungen, Anmerkungen) | Höchstplatzierung, Gesamtwochen, AuszeichnungChartplatzierungen (Jahr, Titel, Platzierungen, Wochen, Auszeichnungen, Anmerkungen) | Höchstplatzierung, Gesamtwochen, AuszeichnungChartplatzierungen (Jahr, Titel, Platzierungen, Wochen, Auszeichnungen, Anmerkungen) | Anmerkungen                           |
| Jahr | Titel                   | DE | AT | CH | UK | US | Anmerkungen                           |
| ---- | ----------------------- | --- | --- | --- | --- | --- | ------------------------------------- |
| 2020 | The Ultimate Collection | — | — | — | UK93 (1 Wo.)UK | — | Erstveröffentlichung: 21. August 2020 |

Weitere Boxsets
- 2005: Complete Single Collection

## Statistik

### Chartauswertung
|                     | DE     | AT    | CH    | UK    | US     |
| ------------------- | ------ | ----- | ----- | ----- | ------ |
| Nummer-eins-Alben   | DE—DE  | AT2AT | CH—CH | UK—UK | US—US  |
| Top-10-Alben        | DE1DE  | AT3AT | CH1CH | UK1UK | US—US  |
| Alben in den Charts | DE14DE | AT9AT | CH8CH | UK9UK | US13US |

|                       | DE    | AT    | CH    | UK     | US    |
| --------------------- | ----- | ----- | ----- | ------ | ----- |
| Nummer-eins-Singles   | DE1DE | AT—AT | CH—CH | UK—UK  | US—US |
| Top-10-Singles        | DE1DE | AT4AT | CH3CH | UK2UK  | US1US |
| Singles in den Charts | DE8DE | AT5AT | CH3CH | UK11UK | US1US |

### Auszeichnungen für Musikverkäufe
| Silberne Schallplatte - Europa (Impala) - 2011: für das Album Big Dogz Goldene Schallplatte - Kanada - 1976: für das Album Rampant - 1976: für das Album Hair of the Dog - 1977: für das Album Play ‘n’ the Game - 1979: für das Album Expect No Mercy - 1980: für das Album Malice in Wonderland - 1982: für das Album No Mean City - 2005: für das Videoalbum Homecoming – Greatest Hits live in Glasgow - Norwegen - 1999: für das Album The Ballad Album | Platin-Schallplatte - Kanada - 1976: für das Album Razamanaz - 1976: für das Album Loud ’n’ Proud - 1976: für das Album Greatest Hits - 1976: für die Single Love Hurts |

Anmerkung: Auszeichnungen in Ländern aus den Charttabellen bzw. Chartboxen sind in ebendiesen zu finden.
| Land/RegionAuszeichnungen für Musikverkäufe (Land/Region, Auszeichnungen, Verkäufe, Quellen) | Silber     | Gold       | Platin     | Verkäufe  | Quellen           |
| -------------------------------------------------------------------------------------------- | ---------- | ---------- | ---------- | --------- | ----------------- |
| Deutschland (BVMI)                                                                           | —          | Gold1      | —          | 250.000   | musikindustrie.de |
| Europa (Impala)                                                                              | Silber1    | —          | —          | (20.000)  | Einzelnachweise   |
| Kanada (MC)                                                                                  | —          | 7× Gold7   | 4× Platin4 | 755.000   | musiccanada.com   |
| Norwegen (IFPI)                                                                              | —          | Gold1      | —          | 25.000    | ifpi.no           |
| Schweiz (IFPI)                                                                               | —          | 2× Gold2   | —          | 50.000    | hitparade.ch      |
| Vereinigte Staaten (RIAA)                                                                    | —          | Gold1      | Platin1    | 2.000.000 | riaa.com          |
| Vereinigtes Königreich (BPI)                                                                 | Silber1    | —          | —          | 60.000    | bpi.co.uk         |
| Insgesamt                                                                                    | 2× Silber2 | 12× Gold12 | 5× Platin5 |           |                   |